# Zsemlér
Zsemlér (szlovákul Žemliare) község Szlovákiában, a Nyitrai kerület Lévai járásában.

## Fekvése
Lévától 11 km-re délre, a Garam bal partján fekszik.

## Története
A garamszentbenedeki apátság részére I. Géza által 1075-ben kiadott adománylevélben "Semlar" alakban említik elsőként. 1209-ben "Semellar", 1314-ben "Semler", 1411-ben "Sempler", 1464-ben "Semlyer" alakban szerepel a korabeli forrásokban. A garamszentbenedeki apátság, majd 1565-től az esztergomi káptalan birtoka. 1534-ben malma és 11 portája állt. 1601-ben malommal és 26 házzal rendelkezett. 1720-ban 13 adózója volt. 1729-ben kálvinista magyarok és katolikus szlovákok telepedtek le a faluban. 1828-ban 37 házában 246 lakos élt, akik főként mezőgazdasággal foglalkoztak. 1849. április 18-án a Garamon vert hídon kelt át a VII. honvédhadtest.
Vályi András szerint "ZSEMLÉR. Bars Várm. földes Ura az Esztergomi Káptalan, lakosai katolikusok; határja meglehetős, réttye, legelője elég van, szőleje nintsen."
Fényes Elek szerint "Zsemlér, Bars m. magyar-tót falu, a Garan bal partján: 555 kath. lak. Kath. paroch. templom. F. u. az esztergomi káptalan. Ut. p. Léva."
Bars vármegye monográfiája szerint "Zsemlér, garammenti magyar és tót kisközség, Léva alatt, 361 róm. kath. vallású lakossal. E község szintén már a szent-benedeki apátság 1075-iki alapító levelében szerepel és később az esztergomi káptalan birtoka lesz. Nevét Zemlér, Zemlyér, Zsemlet és tótul Zemláre alakban találjuk említve az idők folyamán. Katholikus temploma 1806-ban épült és 1838-ban renováltatott. A község postája Nagysáró, távirója és vasúti állomása Léva."
A trianoni békeszerződésig Bars vármegye Lévai járásához tartozott. 1938 és 1944 között újra Magyarország része volt. A Beneš-dekrétumok alapján 1947-ben 28 magyar családot, azaz 106 személyt kényszermunkára erőszakkal Csehországba deportáltak.

## Népessége
| Év:            | 1994. | 2004.    | 2014.   | 2024.   |
| -------------- | ----- | -------- | ------- | ------- |
| Emberek száma: | 180   | 157      | 161     | 153     |
| Eltérés:       |       | -12,77 % | +2,54 % | -4,96 % |

| Év:            | 2023. | 2024.   |
| -------------- | ----- | ------- |
| Emberek száma: | 152   | 153     |
| Eltérés:       |       | +0,65 % |

1880-ban 317 lakosából 227 magyar és 86 szlovák anyanyelvű volt.
1890-ben 368 lakosából 278 magyar és 88 szlovák anyanyelvű volt.
1900-ban 361 lakosából 350 magyar és 10 szlovák anyanyelvű volt.
1910-ben 380 lakosából 367 magyar és 11 szlovák anyanyelvű volt.
1921-ben 399 lakosából 311 magyar és 88 csehszlovák volt.
1930-ban 373 lakosából 174 magyar és 195 csehszlovák volt.
1941-ben 360 lakosából 353 magyar és 4 szlovák volt.
1991-ben 175 lakosából 141 magyar és 34 szlovák volt.
2001-ben 163 lakosából 117 magyar és 40 szlovák volt.
2011-ben 167 lakosából 120 magyar és 46 szlovák volt.
2021-ben 150 lakosából 86 (+4) magyar, 61 (+3) szlovák, 1 egyéb és 2 ismeretlen nemzetiségű volt.

## Neves személyek
- Itt szolgált Czobor Vilmos (1864-1911) plébános, költő.
- Itt szolgált Lovicsek Béla (1922-2006) újságíró, író, tanító.

## Nevezetességek
- Szent László király tiszteletére szentelt, római katolikus temploma 1805-ben épült klasszicista stílusban.
- A szárnyasoltár alakú, történelmi emlékfal az 1849-es garami átkelés, a második világháborúban elesett zsemlériek és az 1947-ben Csehországba deportáltak emlékét őrzi.

## Külső hivatkozások
- E-obce.sk Archiválva 2008. szeptember 20-i dátummal a Wayback Machine-ben
- Községinfó
- Zsemlér Szlovákia térképén
- Zsemlér a régió honlapján